# 史蒂夫·本杰明
史蒂夫·本杰明（英語：Steve Benjamin，1955年9月29日—），美国男子帆船运动员。他曾代表美国参加1984年夏季奥林匹克运动会帆船比赛，联同克里斯·斯坦菲尔德获得一枚银牌。